# Lingwick
Lingwick est une municipalité de canton dans Le Haut-Saint-François, en Estrie, au Québec (Canada).

## Toponymie
« La municipalité de Lingwick, qui tire son nom du canton proclamé en 1807, a vu son territoire occupé par une vague de colons écossais à compter des années 1840. Créé officiellement d'abord en 1845 sous le nom de Bury, aboli en 1847 et rétabli en 1855 à titre de municipalité du canton de Lingwick, ce territoire tirerait son appellation d'un village d'Écosse. Étymologiquement, ling a pour sens bruyère commune et wick, hameau ».

## Géographie
Lingwick, à 56 km au nord-est de Sherbrooke et à 12 km au nord de Scotstown, est accessible via la route 108 et la route 257.
Son territoire comprend le village de Sainte-Marguerite-de-Lingwick et le hameau de Gould.

## Démographie
| 1996 | 2001 | 2006 | 2011 | 2016 | 2021 |
| ---- | ---- | ---- | ---- | ---- | ---- |
| 425  | 419  | 611  | 399  | 428  | 456  |

## Administration
Les élections municipales se font en bloc pour le maire et les six conseillers.
| Lingwick Maires depuis 2001                                                                                          |                            |         |          |
| Élection | Maire                      | Qualité | Résultat |
| 2001 | Réjeanne Bureau            |         | Voir     |
| 2005 | Céline Gagné               |         | Voir     |
| 2009 | Céline Gagné               | Voir    |          |
| 2013 | Marcel Langlois            |         | Voir     |
| 2017 | Aucun candidat à la mairie |         | Voir     |
| 2017 | Céline Gagné (2)           |         | Voir     |
| 2021 | Robert Gladu               |         | Voir     |
| Élection partielle en italique Depuis 2005, les élections sont simultanées dans toutes les municipalités québécoises |                            |         |          |

## Attraits
Lingwick fait partie du circuit des sheds panoramiques, un parcours de 150 km à travers le Haut-Saint-François. Ce circuit comprend plusieurs sheds offrant des points de vue sur les paysages de la région. 

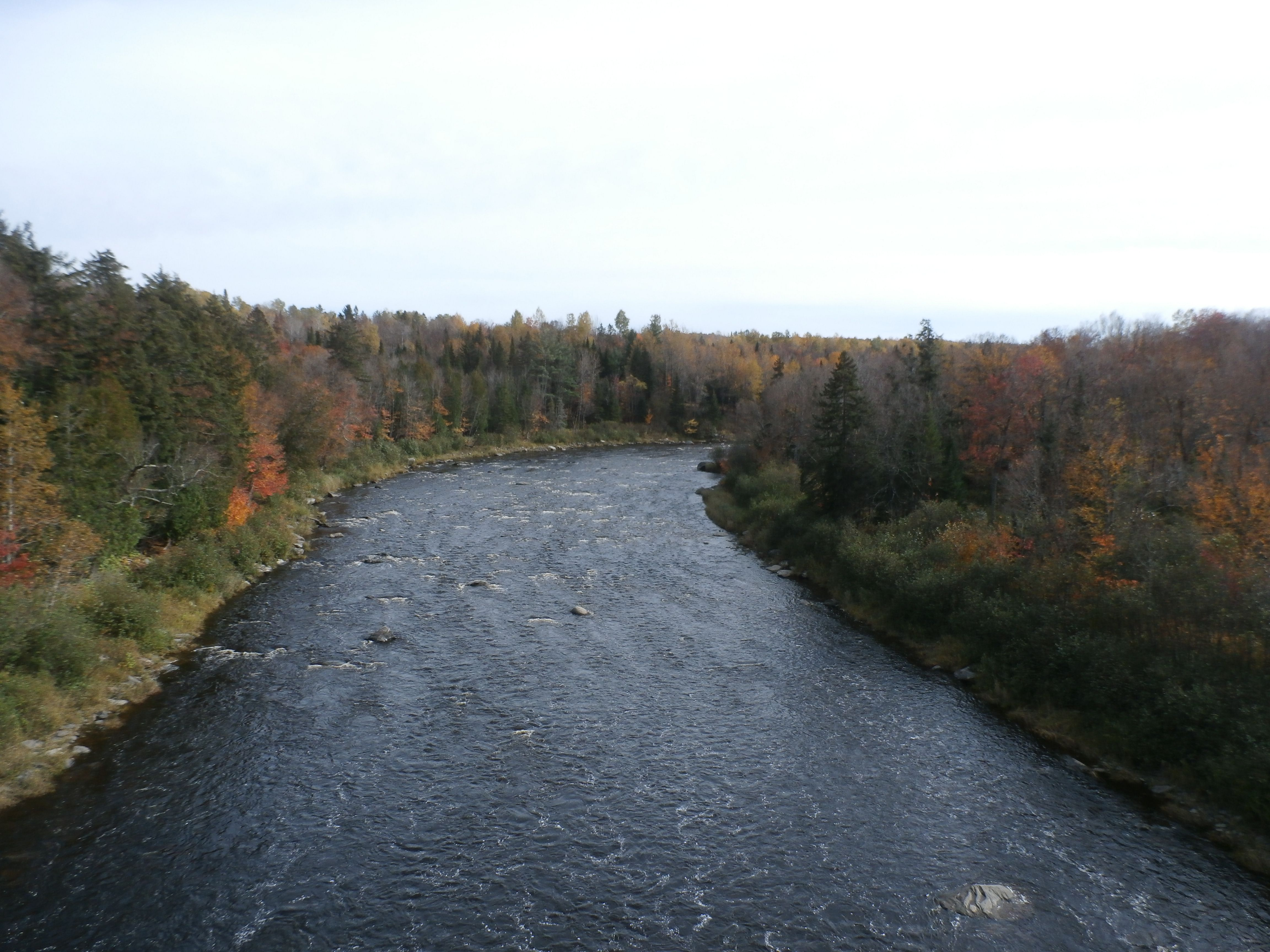
Rivière au Saumon près de Lingwick.
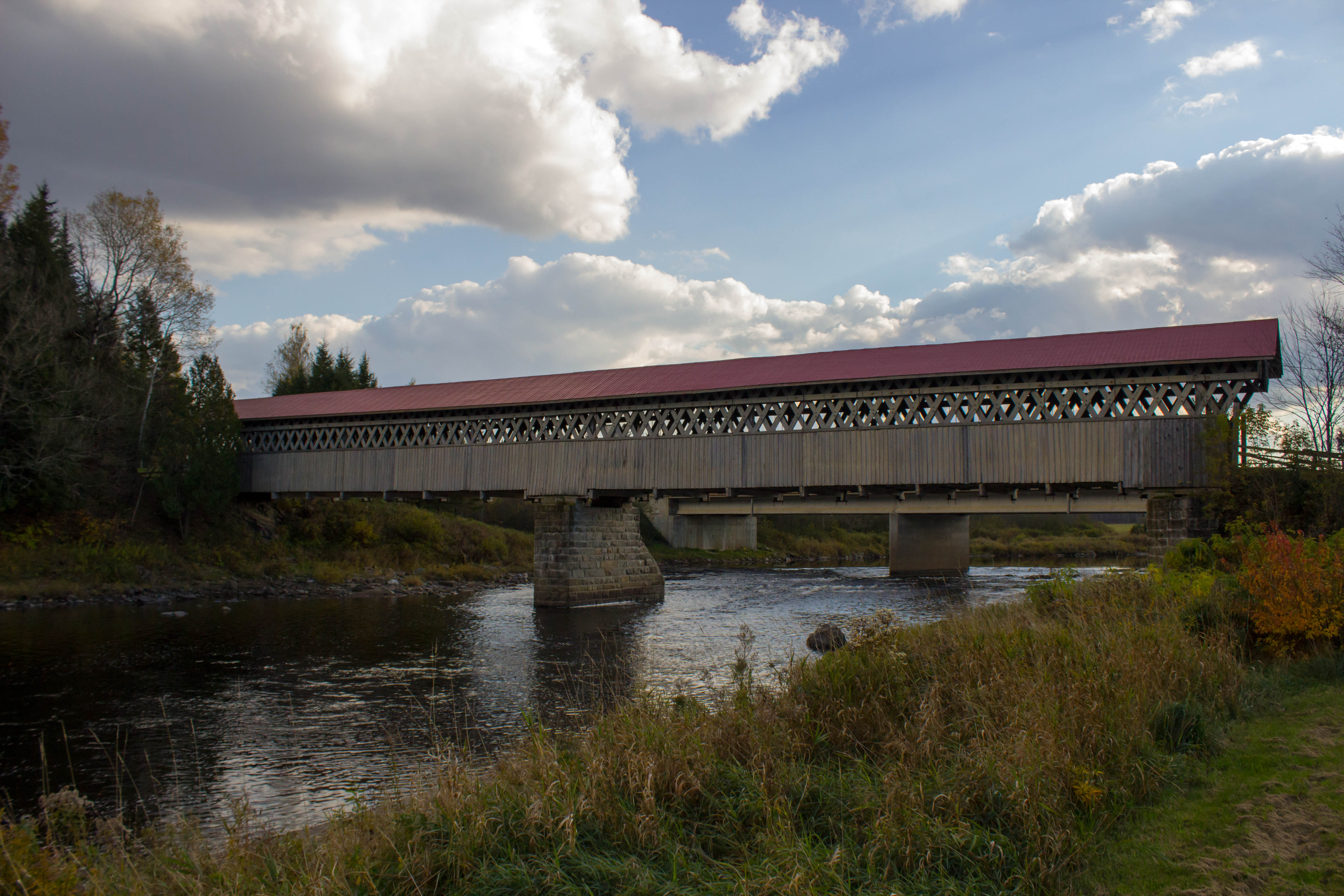
Pont McVetty-McKerry.
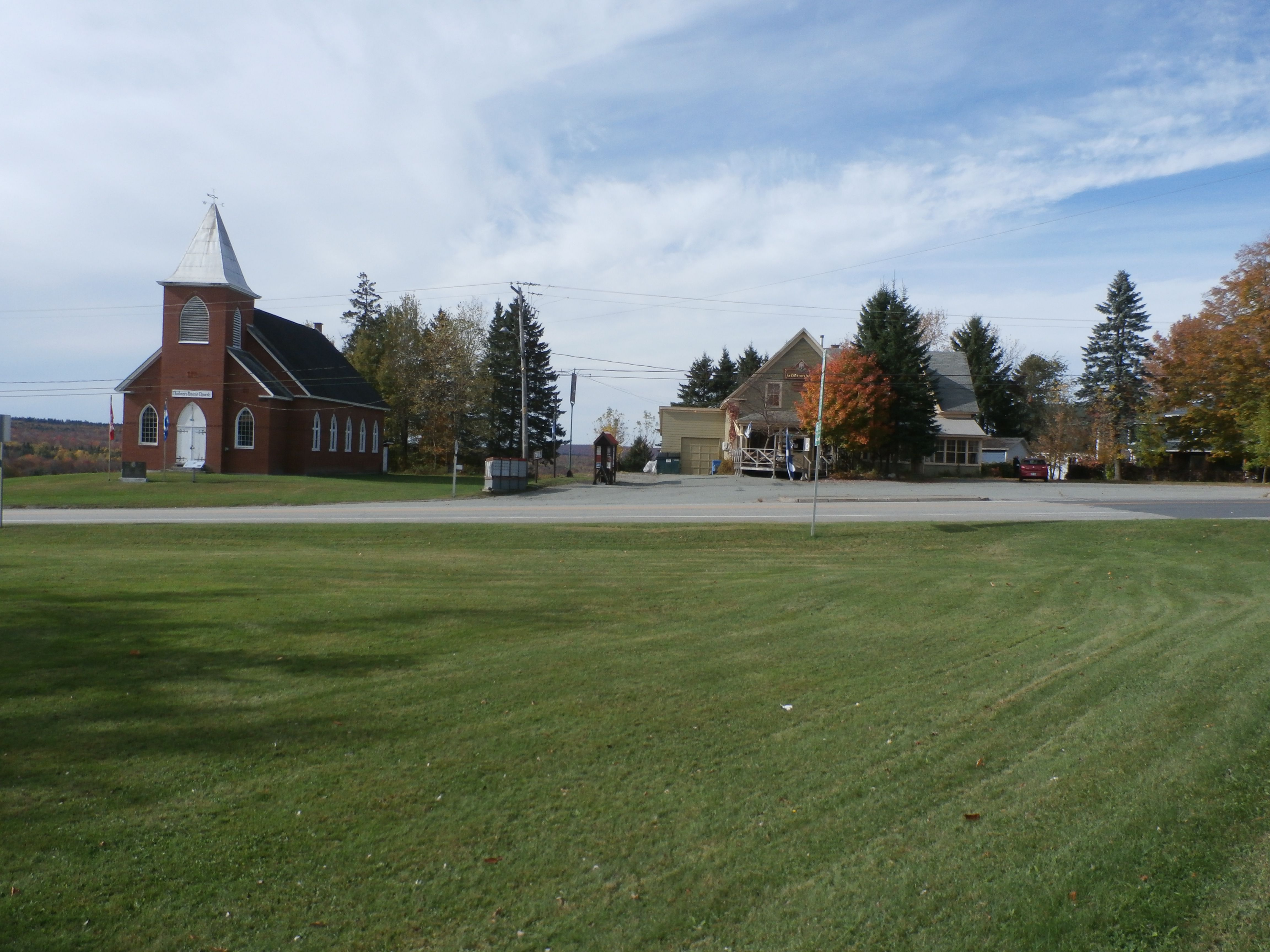
Hameau de Gould.